# Intersection
Intersection es una película de 1994, dirigida por Mark Rydell protagonizada por Richard Gere, Sharon Stone y Lolita Davidovich.

## Argumento
Vincent (Richard Gere) está casado con Sally (Sharon Stone), y llevan una fantástica relación, sólo en apariencia. Siendo Sally una mujer ejemplar, cuida de todos los detalles de su vida profesional, pero descuida lo más importante: su matrimonio. Vincent conoce a Olivia (Lolita Davidovich) y empieza a replantearse la idea de abandonar a su familia y empezar una nueva vida con ella.

## Reparto
| Actor             | Personaje       |
| ----------------- | --------------- |
| Richard Gere      | Vincent Eastman |
| Sharon Stone      | Sally Eastman   |
| Lolita Davidovich | Olivia Marshak  |
| Martin Landau     | Neal            |
| David Selby       | Richard Quarry  |
| Jennifer Morrison | Meaghan Eastman |
| Veena Sood        | Interna         |